# Clint Ronald Roberts
Clint Ronald Roberts (ur. 30 stycznia 1935 w Presho w Dakocie Południowej, zm. 12 lutego 2017 w Pierre) – amerykański polityk związany z Partią Republikańską.
W latach 1981–1983 przez jedną dwuletnią kadencję Kongresu Stanów Zjednoczonych był przedstawicielem drugiego okręgu wyborczego w stanie Dakota Południowa w Izbie Reprezentantów Stanów Zjednoczonych.